# Luisa Palacios
Luisa Palacios o la Nena Palacios (Caracas, Venezuela, 10 de mayo de 1923 - Ibidem, 16 de septiembre de 1990) fue una artista gráfica, pintora y ceramista venezolana, cuyos aportes en el campo de grabados fueron fundamentales para el desarrollo de esta técnica en Venezuela. En torno a su lugar de trabajo (conocido entre los artistas de la época como El Taller) reunió a un grupo de intelectuales y artistas de vanguardia que experimentaban con las técnicas del grabado y la impresión. Fundadora del Centro de Artes Gráficas (Cegra, 1975) y del Taller de Artistas Gráficos Asociados (TAGA, 1978). Palacios recibió numerosos premios, entre los que se encuentran el Premio Nacional de Artes Aplicadas del XXI Salón Oficial de Arte Anual (Caracas, Venezuela, 1960) y el Premio Nacional de Dibujo y Grabado XXIV del Salón Oficial de Arte Anual (Caracas, Venezuela, 1963).

## Biografía
Hija de Óscar Zuloaga y Luisa de las Casas. Entre 1936 y 1939 toma clases de pintura con el naturalista francés René Lichy. En 1938 ingresa a la Escuela de Artes Plásticas y Aplicadas (Caracas), con un permiso especial del director de la Escuela Antonio Edmundo Monsanto. Entre sus maestros se encontraban los pintores Pedro Ángel González y Marcos Castillo. Para la joven Luisa Palacios fue de gran importancia la influencia de sus tías Elisa Elvira Zuloaga (pionera de la pintura moderna y el grabado en Venezuela), María Luisa Zuloaga de Tovar (ceramista) y Carmen Elena de las Casas (decoradora).
A los 21 años se casa con Gonzalo Palacios Herrera y por un período abandona la pintura. Durante esta etapa en la que la vida de la artista se vuelca al hogar, nacen sus dos hijas, María Fernanda Palacios (quien posteriormente se destacaría en la literatura) e Isabel Palacios (quien se destacará, a su vez, en la música como cantante lírica, directora de orquesta y pedagoga). Su esposo Gonzalo era una persona de gran sensibilidad artística y se dedicaría a la cerámica, junto a su esposa, en el taller Otepal, fundado por ambos en 1957 junto a Amalia Oteyza.
Luisa Palacios se encuentra con el grabado en España, cuando en 1954 conoce la obra gráfica de Francisco de Goya. En 1956 recibe clases del pintor Abel Vallmitjana, quien la inicia en la impresión de monotipos con láminas de linóleo.
El taller Otepal se muda a la casa de los Palacios, y comienza a ser conocido simplemente como El Taller. Allí se trabajaba la cerámica, la pintura y, a partir de 1960, el grabado, cuando su tía Carmen Elena de las Casas le envía una prensa Le Franc de París. El Taller se transforma en el sitio de tertulia de los intelectuales de la época. Asistían artistas de vanguardia como Alejandro Otero, Mercedes Pardo, Humberto Jaimes Sánchez, Ángel Hurtado, Gego, Gerd Leuferd, Ángel Luque, Antonio Granados Valdés, Maruja Rolando, entre otros.
Luisa Palacios empieza a experimentar con el grabado, logrando piezas con una gran influencia informalista. Estudia el método Hayter y posteriormente experimenta con los ácidos y la técnica del agua de azúcar. El rol de los artistas Gerd Leufert y Gego en su aprendizaje del grabado es mencionado en la siguiente referencia: "Leufert entrega a la Nena sus apuntes de cuando estudió grabado en Alemania, y durante varios meses ambos (Leufert y Gego) asisten en la organización de El Taller y orientan sus primeros pasos en el grabado: el punto justo de los barnices, cómo lograr la densidad apropiada de las tintas, cuáles son los tiempos de los ácidos para morder el metal".
Es notable su participación en los inicios de los llamados bellos libros o libros de artista en Venezuela. Ilustra un libro de poemas de Miguel Otero Silva, Elegía Coral a Andrés Eloy Blanco, con diez aguafuertes (1961, solo se realizaron dos ejemplares). Otros libros de artista fueron: Elegía sin fin, de Luis Pastori (1962), Me llamo barro, de Miguel Hernández (1964), Humilis Herba, de Aníbal Nazoa (1967, junto a grabados de Alejandro Otero y Humberto Jaimes Sánchez), La rosa del herbolario, de Pablo Neruda (1969), Los pájaros fornican en la catedral, de David Gutiérrez (1971).
Su actividad docente fue de gran importancia. Desde 1965 dio clases en el Instituto Neumann, donde da inicio a la cátedra de Medios de Impresión. En 1975 funda en Centro de Enseñanza Gráfica (Cegra) junto a Manuel Espinoza y Édgar Sánchez. En 1976 crea el Taller de Artistas Gráficos Asociados (TAGA), junto a José Guillermo Castillo, Édgar Sánchez, Alejandro Otero, Gerd Leufert, Pedro Ángel González, Alirio Palacios, Ricardo Benaím y Antonio Granados Valdés, quienes firman el acta constitutiva. El Taga, que funcionó desde un principio y hasta la actualidad, en la sede original de El Taller, inicia sus operaciones en 1980. El Taga, que dirigiría durante 10 años, se transformó en una referencia para el estudio, la investigación y la difusión de la gráfica en Venezuela.

## Exposiciones individuales
- 1964: "Luisa Palacios: grabados 1960-1964", Sala Mendoza, Caracas.
- 1966: Sala Mendoza, Caracas.
- 1967: "Grabados", Galería XX2, Caracas.
- 1968: "Pinturas", Galería Acquavella, Caracas.
- 1969: Galería Estudio Actual, Caracas.
- 1970: "Pinturas", Galería Acquavella, Caracas.
- 1971: "Estampas de Luisa Palacios", Galería Arte Grabado, Caracas.
- 1972: "Los burgueses de Calais", La Librería, Sala Mendoza, Caracas.
- 1973: "Pinturas", Galería Acquavella, Caracas.
- 1974: "Retrospectiva de grabado. 1964-1974", Museo Nacional del Grabado, San Juan de Puerto Rico.
- 1974: "Una década de trabajo. 1964-1974", Sala Mendoza, Caracas.
- 1976: "Negro sobre blanco". Museo de Arte Contemporáneo de Caracas.
- 1978: Sala Mendoza, Caracas.
- 1978: "Pinturas", Galería Acquavella, Caracas.
- 1979: "Testimonio gráfico", Galería Municipal de Arte de Barcelona, Estado Anzoátegui, Venezuela.
- 1980: "Pinturas y pasteles", Galería Braulio Salazar, Valencia, Estado Carabobo, Venezuela.
- 1980: "Óleos, pasteles, acuarelas", Galería La Pirámide, Caracas.
- 1981: Galería Julio Arraga, Maracaibo, Estado Zulia, Venezuela.
- 1990: "Luisa Palacios: un homenaje", Sala Mendoza, Caracas.
- 1991: "Luisa Palacios, maestra de tintas", Galería de Arte Nacional, Caracas.
- 1991: "Luisa Palacios, El Taller y la invención del TAGA", Biblioteca Nacional, Caracas.
- 1991: "Retrospectiva", Museo de las Américas, OEA, Washington.
- 1996: "Luisa Palacios, obra gráfica. Colección GAN", Unimet, Caracas.
- 1999: "El triunfo de la perseverancia. La obra gráfica de Luisa Palacios", Museo de la Estampa y el Diseño Cruz Diez, Caracas.
- 2002: "El triunfo de la perseverancia. La obra gráfica de Luisa Palacios", Sala SIDOR, Puerto Ordaz, Estado Bolívar, Venezuela.
- 2011: "Legado. Luisa Palacios", Sala TAC, Caracas.[8]

## Reconocimientos
- Primer Premio, XI Salón Planchart (Caracas, Venezuela, 1958)
- Premio Andrés Pérez Mujica, XVI Salón Arturo Michelena (Valencia, Estado Carabobo, Venezuela, 1958)
- Premio Emilio Boggio, XVII Salón Arturo Michelena (Valencia, Estado Carabobo, Venezuela, 1959)
- Premio Nacional de Artes Aplicadas, XXI Salón Oficial de Arte Anual (Caracas, Venezuela, 1960)
- Primer Premio Dirección de Cultura de la UCV, III Exposición Nacional de Dibujo y Grabado FAU UCV (Caracas, Venezuela, 1961)
- Premio Nacional de Dibujo y Grabado XXIV Salón Oficial de Arte Anual (Caracas, Venezuela, 1963)
- Premio Fundación Eugenio Mendoza FAU UCV (Caracas, Venezuela, 1963)
- Premio Emilio Boggio, XXII Salón Arturo Michelena (Valencia, Estado Carabobo, Venezuela, 1964)
- Premio Dirección de Cultura FAU UCV (Caracas, 1964)
- Quinto Premio, mención grabado, I Bienal Latinoamericana de Dibujo y Grabado FAU UCV (Caracas, 1967)[10]